# Kristin Scott Thomas
Dáma Kristin Scott Thomas, DBE (* 24. května 1960 Redruth, Spojené království) je britsko-francouzská herečka.

## Životopis
Ačkoliv původně chtěla studovat herectví v rodné Anglii, život ji přivedl do Paříže, kde vystudovala na francouzské umělecké škole École nationale supérieure des arts et techniques du théâtre. Francie se stala jejím druhým domovem. V roce 1987 se zde provdala za francouzského lékaře, porodníka a gynekologa (odborníka na asistovanou reprodukci). V manželství se narodily tři děti (*1988 Hannah, *1991 Joseph, *2000 George). V roce 2005 se manželé rozešli.

## Umělecká kariéra
Její první výraznou rolí se stala Fiona ve snímku Čtyři svatby a jeden pohřeb z roku 1994, za kterou obdržela cenu BAFTA. Za roli Katharine Clifton ve filmu Anglický pacient byla nominována na Oscara. Výrazné hlavní role vytvořila i v dalších známých filmech, jako je Zaříkávač koní s Robertem Redfordem nebo Náhodné setkání s Harrisonem Fordem.
V roce 2005 si společně s Rowanem Atkinsonem zahrála v bláznivé komedii Univerzální uklízečka a v roce 2008 s Jessicou Bielovou v britsko-kanadské komedii Lekce neslušného chování.

## Filmografie (výběr)
- 1988 Hrst plná prachu
- 1992 Hořký měsíc
- 1994 Nezapomenutelné léto
- 1994 Čtyři svatby a jeden pohřeb
- 1995 Andělé a hmyz
- 1996 Mission: Impossible
- 1996 Anglický pacient
- 1998 Zaříkavač koní
- 1999 Náhodné setkání
- 2001 Dům života
- 2004 Arsen Lupin – zloděj gentleman
- 2005 Univerzální uklízečka
- 2006 Dablér
- 2007 Jako vzteklí psi
- 2008 Lekce neslušného chování
- 2008 Králova přízeň
- 2008 Tak dlouho tě miluji
- 2010 Klíč k minulosti
- 2010 Ve Tvých rukou
- 2010 Zločin z lásky
- 2011 Lov lososu z Jemenu
- 2011 Žena z pátého patra
- 2012 Hledejte Hortense
- 2012 Miláček
- 2012 U nich doma
- 2013 Než přijde zima
- 2013 Jen Bůh odpouští
- 2013 Vášeň mezi řádky
- 2014 Podnájemnice
- 2014 Suite française
- 2017 Nejtemnější hodina
- 2018 Tomb Raider
- 2019 Potvora (seriál)
- 2020 Rebeka